# 高橋俊春
高橋 俊春（たかはし としはる、1955年4月4日 - ）は、滋賀県出身の元プロ野球選手（投手）。

## 来歴・人物
伊香高では2年生の時、エースとして1973年秋季近畿大会に出場。しかし肩を故障し一塁手に転向する。1973年の夏の甲子園に出場。1回戦で原田末記、平田恒雄のいた中京商に敗退。
高校卒業後は、中京大学へ進学し硬式野球部に入部し再び投手に復帰。愛知大学リーグでは2回優勝。リーグ通算6勝3敗を記録した。
大学卒業後は、社会人野球の日本通運名古屋に入団。1981年の都市対抗に三菱重工名古屋の補強選手として出場。1回戦で先発を任され、東芝の黒紙義弘と投げ合うが惜敗。
同年オフに、ドラフト外で広島東洋カープに入団。
1982年にはルーキーながら中継ぎとして24試合に登板。
1983年12月に小林誠二との交換で西武ライオンズに移籍。
1984年限りで現役を引退した。右の本格派で、カーブ、シュート、ナックルを武器とした。
1989年に古巣である広島の打撃投手、1990年から2003年にかけて中日ドラゴンズの打撃投手兼スコアラーを務め、現在はスポーツDEPO金沢鞍月店に勤務している。
2024年現在、高橋を最後に、広島東洋カープの選手は、滋賀県出身と無縁である。

## 詳細情報

### 年度別投手成績
| 年 度     | 球 団     | 登 板 | 先 発 | 完 投 | 完 封 | 無 四 球 | 勝 利 | 敗 戦 | セ 丨 ブ | ホ 丨 ル ド | 勝 率 | 打 者 | 投 球 回 | 被 安 打 | 被 本 塁 打 | 与 四 球 | 敬 遠 | 与 死 球 | 奪 三 振 | 暴 投 | ボ 丨 ク | 失 点 | 自 責 点 | 防 御 率 | W H I P |
| --------- | --------- | ----- | ----- | ----- | ----- | -------- | ----- | ----- | -------- | ----------- | ----- | ----- | -------- | -------- | ----------- | -------- | ----- | -------- | -------- | ----- | -------- | ----- | -------- | -------- | ------- |
| 1982      | 広島      | 24    | 0     | 0     | 0     | 0        | 0     | 2     | 0        | --          | .000  | 132   | 32.1     | 21       | 4           | 18       | 1     | 1        | 26       | 6     | 0        | 15    | 13       | 3.66     | 1.21    |
| 1984      | 西武      | 1     | 0     | 0     | 0     | 0        | 0     | 0     | 0        | --          | ----  | 12    | 2.0      | 5        | 0           | 2        | 0     | 0        | 1        | 0     | 0        | 4     | 4        | 18.00    | 3.50    |
| 通算：2年 | 通算：2年 | 25    | 0     | 0     | 0     | 0        | 0     | 2     | 0        | --          | .000  | 144   | 34.1     | 26       | 4           | 20       | 1     | 1        | 27       | 6     | 0        | 19    | 17       | 4.46     | 1.34    |

- 各年度の太字はリーグ最高

### 記録
- 初登板：1982年5月2日、対読売ジャイアンツ5回戦（後楽園球場）、5回裏から3番手で救援登板、3回1失点

### 背番号
- 13 （1982年 - 1983年）
- 64 （1984年）
- 96 （1989年）
- 97 （1990年 - 1991年）
- 116 （1996年 - 2003年）